# خط طول 29° غرب
خط طول 29° غرب هو أحد خطوط الطول الجغرافية، والتي تمتد من القطب الشمالي الجغرافي إلى القطب الجنوبي الجغرافي، وحسب التحويل الزمني يتأخر خط طول 29° غرب عن خط غرينتش بـ1 ساعات و56 دقيقة.

## من القطب إلى القطب
ينطلق خط طول 29° غرب من القطب الشمالي نحو القطب الجنوبي مرورا بالمناطق التي ترد في الجدول التالي:
| الإحداثيات                         | البلد أو الإقليم أو البحر | ملاحظات |
| ---------------------------------- | ------------------------- | --- |
| 90°0′N 29°0′W / 90.000°N 29.000°W  | المحيط المتجمد الشمالي    | |
| 83°30′N 29°0′W / 83.500°N 29.000°W | جرينلاند                  | Northern Peary Land |
| 83°10′N 29°0′W / 83.167°N 29.000°W | Frederick E. Hyde Fjord   | |
| 83°7′N 29°0′W / 83.117°N 29.000°W  | جرينلاند                  | Southern Peary Land |
| 82°9′N 29°0′W / 82.150°N 29.000°W  | Independence Fjord        | |
| 81°59′N 29°0′W / 81.983°N 29.000°W | جرينلاند                  | |
| 68°21′N 29°0′W / 68.350°N 29.000°W | المحيط الأطلسي            | Passing just west of Faial Island, الأزور, البرتغال (at 38°35′N 28°50′W / 38.583°N 28.833°W) · Passing just west of the island of ترينداد ومارتين فاز, البرازيل (at 20°28′S 28°51′W / 20.467°S 28.850°W) · Passing just east of the island of ترينداد ومارتين فاز, البرازيل (at 20°31′S 29°18′W / 20.517°S 29.300°W) |
| 60°0′S 29°0′W / 60.000°S 29.000°W  | المحيط الجنوبي            | |
| 76°21′S 29°0′W / 76.350°S 29.000°W | القارة القطبية الجنوبية   | المطالب الإقليمية بالقارة القطبية الجنوبية by both الأرجنتين (المقاطعة الأرجنتينية بالقارة القطبية الجنوبية) and المملكة المتحدة (المقاطعة البريطانية بالقارة القطبية الجنوبية) |